# Индепендиенте дел Вале
„Индепендие́нте дел Ва́ле“ (на испански: Club de Alto Rendimiento Especializado Independiente del Valle) – еквадорски футболен клуб от Санголки. В превод от испански Клуб с особено високи постижения. „Независимите от долината“.
По рано известен като „Индепендие́нте Хосе́ Тера́н“.

## История
Основан през на 1 март 1958 г. от няколко любители на футбола от Санголки, предградие на столицата Кито, най-деен от които е Хосе Теран. Името му е заимствано от аржентинския Индепендиенте (Буенос Айрес на които Теран симпатизира. Две години след смъртта му през 1977 г., клубът е прекръстен на Индепендиенте Хосе Теран в негова чест.
През 1995 година влиза във Втора категория (дивизия) на Еквадор, след което той променя името си на настоящето. Във втора дивизия, трето ниво на еквадорския футбол, отборът играе 23 сезона.
През 2006 г. Индепендиенте е купен от група местни предприемачи водени от Мишел Делер. Идеята на Делер и партньорите му е да развиват школата на клуба, произвеждайки собствени футболисти, които впоследствие да продават. Резултатите обаче надхвърлят очакванията. През 2007 година отбора влиза в Серия Б, второто ниво на еквадорския футбол. И само след два сезона, отборът стига до Серия А на Еквадор, което става за пръв път в историята му. През 2013 г. става вицешампион и добива правото да дебютира в Копа Либертадорес. През 2015 г. отборът взема бронзовите медали и до момента прави истински фурор в Копа Либертадорес.
Най-куриозното в цялата история е, че играят домакинските си мачове пред по-малко от 1000 зрители. Голяма част от тях дори не са фенове на отбора, но идват заради качествения футбол.

## Копа Либертадорес 2016
Първи кръг
Индепендиенте –  Гуарани (Асунсион) 1:0
Гуарани – Индепендиенте 2:1
Втори кръг- Групова фаза
Индепендиенте –  Коло Коло (Сантяго) 1:1
Атлетико Минейро – Индепендиенте 1:0
 Мелгар (Арекипа)- Индепендиенте 0:1
Индепендиенте- Мелгар 2:0
Инндепендиенте –  Атлетико Минейро (Бело Оризонте) 3:2
Коло Коло – Индепендиенте 0:0
1/8 финали
Индепендиенте –  Ривър Плейт (Буенос Айрес 2:0
Ривър Плейт – Индепендиенте 1:0
1/4 финали
Индепендиенте –  УНАМ Пумас (Мексико) 2:1
УНАМ Пумас – Индепендиенте 2:1 (3:5 при дузпите)
1/2 финал
Индепендиенте –  Бока Хуниорс (Буенос Айрес 2:1
Бока Хуниорс – Индепендиенте 2:3
Финал
Индепендиенте –  Атлетико Насионал (Меделин)

## Успехи
- Шампион на Втора дивизия (1): 2009
- Вицешампион в Примера дивисион (1): 2013
- Бронзов медалист в Примера дивисион (1): 2015
- Финалист в Копа Либертадорес (1): 2016

## Известни играчи
- Хосе Ангуло
- Либрадо Аскона
- Луис Кайседо
- Артуро Мина
- Кристиан Нунес
- Джеферсон Орехуела
- Марио Рисото
- Хуниор Сорноса
- Емилиано Телечеа

## Известни треньори
- Пабло Репето

## Ссылки
- Официален сайт на клуба

1. ↑  www.elcomercio.com